# Cier-de-Luchon
Cier-de-Luchon ist eine französische Gemeinde mit 228 Einwohnern (Stand 1. Januar 2022) im Département Haute-Garonne in der Region Okzitanien (zuvor Midi-Pyrénées). Die Einwohner werden als Cierois bezeichnet.

## Geographie
Umgeben wird Cier-de-Luchon von den sechs Nachbargemeinden: 
| Sost               | Cazaux-Layrisse                             |                    |
| Saint-Paul-d’Oueil | Kompassrose, die auf Nachbargemeinden zeigt | Gouaux-de-Luchon   |
|                    | Antignac                                    | Salles-et-Pratviel |

## Bevölkerungsentwicklung
| Jahr                      | 1962 | 1968 | 1975 | 1982 | 1990 | 1999 | 2009 | 2016 | 2019 |
| ------------------------- | ---- | ---- | ---- | ---- | ---- | ---- | ---- | ---- | ---- |
| Einwohner                 | 138  | 127  | 124  | 120  | 185  | 222  | 248  | 252  | 239  |
| Quelle: Cassini und INSEE |      |      |      |      |      |      |      |      |      |

## Sehenswürdigkeiten
- Kirche Mariä Geburt (Église de la Nativité-de-Marie)